# جسانیه بزرگ
جسانیه بزرگ، روستایی از توابع بخش مرکزی شهرستان اهواز در استان خوزستان ایران است.

## جمعیت
این روستا در دهستان عنافچه قرار دارد و براساس سرشماری مرکز آمار ایران در سال ۱۳۸۵، جمعیت آن ٤٨١١نفر (۴۸۱خانوار) بوده‌است؛این روستا در 10 کیلومتری شهر اهواز قرار دارد و همچنین دارای کتابهانه محلی دبستان و متوسطه اول و دوم می‌باشد .